# 799 Gudula
799 Gudula
799 Gudula là một tiểu hành tinh ở vành đai chính. Nó được K. Reinmuth phát hiện ngày 9 tháng 3 năm 1915 ở Heidelberg, và được đặt tên Gudula, tên nữ giới tiếng Đức, từ lịch Lahrer Hinkender Bote.
Các phép đo sáng của tiểu hành tinh này từ đài quan sát Oakley tại Terre Haute, Indiana trong năm 2006 một đường cong sáng có chu kỳ 1.814 ± 0.003 giờ và độ sáng biến thiên 0.30 ± 0.03.